# Цурковський Ярослав Іванович

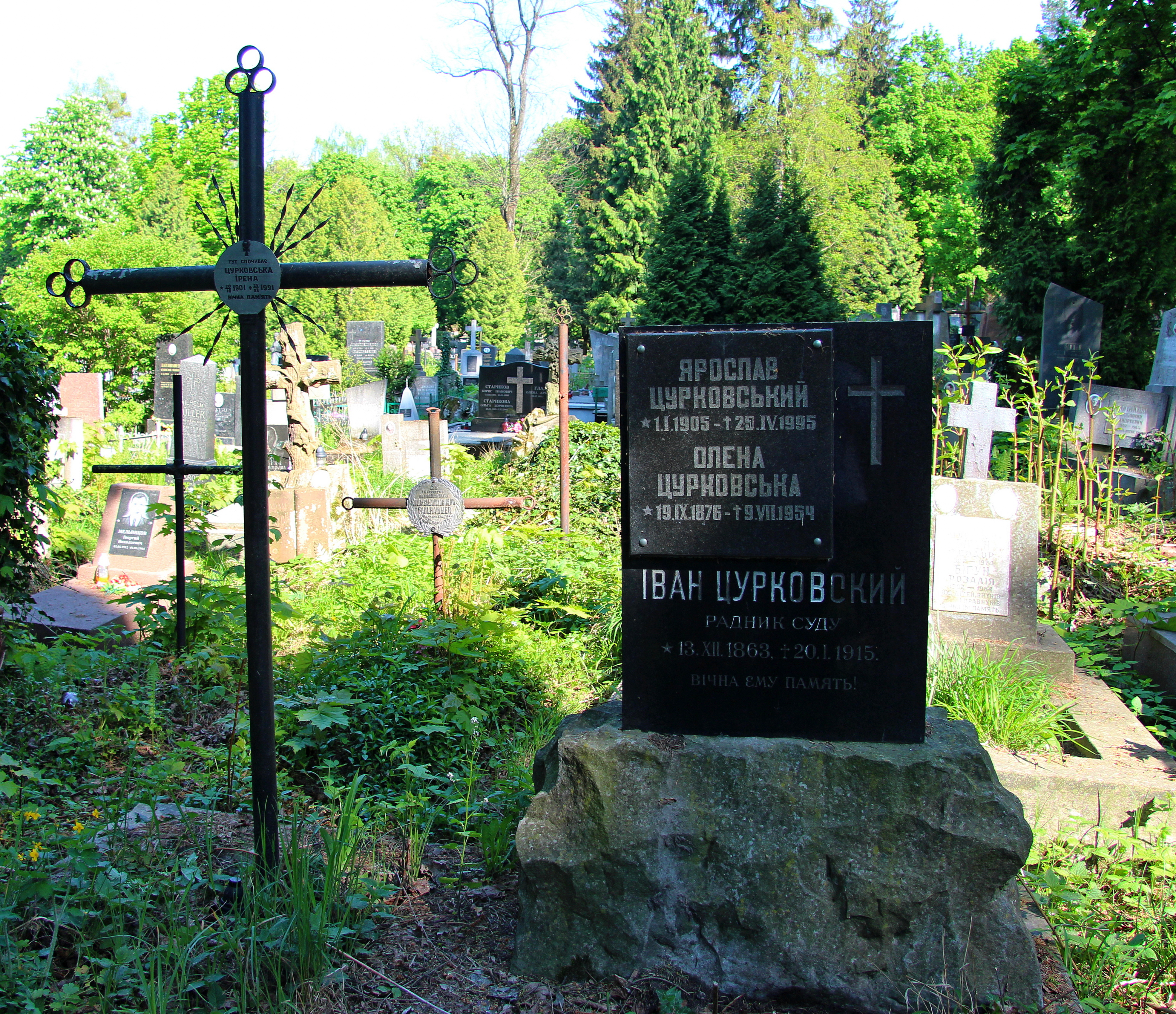

Цурковський Ярослав Іванович (27 грудня 1904, Тернопіль — 24 квітня 1995, Львів) — український психолог, громадський діяч, літератор, доктор філософії, засновник теорії психічної контрольності, винахідник контролографа.

## Біографія
Народився 27 грудня 1904 року в Тернополі (Королівство Галичини та Володимирії, Австро-Угорська імперія, нині Тернопільської області, Україна) в інтелігентній родині, яка 1913 року переїхала до Львова.
Після завершення початкової школи продовжив навчання у філії Державної української академічної гімназії у Львові, куди вступив 1916 року. Рано виявив організаторські здібності, через що у 1920 році гімназисти обрали його полковником полку ім. князя Лева скаутської організації «Пласт». Згодом створив нелегальну організацію «Гвардія ім. Івана Франка» (1922 р.). Оскільки Гвардію було визнано забороненою, Ярослава, за доносом одного з гімназистів, відрахували з гімназії. Іспити за гімназійний курс здав екстерном у 1923 році.
У 20-х роках Я. Цурковський бере активну участь у громадському житті, зокрема, в цей час він був головою громадської організації «Інтелектуальний блок молодіжної всеукраїнської генерації» та головою керівного органу студентських профспілок (ПРОФОРУСу), членом Наукового Товариства ім. Т. Шевченка та товариства Наукових викладів ім. П. Могили.
У той же час Я. Цурковський займається видавничою і літературною діяльністю. В 1924 році заснував журнал «Наука і письменство», був його редактором; у 1927-28 роках входив до складу редакції газети «Літературні Вісти». Видав кілька збірок поезій: «Прозолоть світанку» (1925), «Вогні» (1926), «Смолоскипи» (1926), «Моменти й вічність» (1927); за поему «Збентежений літак» (1928) зазнав політичного переслідування.
Вищу освіту отримав на філософському факультеті Українського Таємного університету у Львові (1923—1926) та в Українському вільному університеті в Празі (1929—1931). 1929 року створив першу модель контролографа — приладу для дослідження психологічних і психофізіологічних параметрів людини; за допомогою якого проводив масові обстеження працівників різних професій.
В 1930-х р. Я. Цурковський працював директором створеного ним Інституту психотехнічних досліджень (м. Катовиці, Польща, 1932—1939 рр.; згодом у м. Львові, 1941—1944 р.). Ступінь доктора філософії здобув за працю: Питання визначення психотехніки з інтегральної точки зору (Український вільний університет, Прага, 1937).
З 1940 по 1941 відповідальний редактор журналу «Література й мистецтво» у Львові .
Після війни зазнав переслідувань радянським режимом, зісланий, проте у 1946 році був поновлений у правах і повернувся до Львова. З 1949 року Я. Цурковський — викладач кафедри психології і педагогіки Львівського інституту фізичної культури (1949—1959), у ці роки він створив контролограф нового покоління, обґрунтував теорію психічної контрольності, проводив масові дослідження психічних контрольних процесів у спортсменів, опублікував ряд своїх наукових праць.
У 60-х роках Я. І. Цурковський — завідувач першої в СРСР експериментальної лабораторії психофізіології, психології та умов праці Львівського заводу автонавантажувачів (1961—1971). За здобутки в цій галузі удостоєний золотої медалі ВДНГ СРСР (1967). В цей же час за його ініціативою було налагоджено серійне виробництво контролографів на Львівському заводі «Ремпобуттехніка»; протягом ряду років вони використовувалися як для проведення наукових досліджень, так і потреб народногосподарської діяльності: від обстеження космонавтів, машиністів поїздів та водіїв автобусів — до проведення професійної орієнтації випускників шкіл.
З 1969 до 1995 рр. Я. І. Цурковський був головою створеного ним Львівського зонального відділення товариства психологів України. У 80-х за його ініціативою було організовано дві Всесоюзні конференції з проблем експериментальної психології на базі Львівського університету ім. Івана Франка та Львівського політехнічного інституту. З 1993 р. — Почесний президент Товариства наукових викладів ім. П. Могили. З 1992 до 1994 рр. Я. І. Цурковський та І. В. Огірко розробили інтегральну методику комп'ютерного аналізу талановитості та теоретично її обґрунтували. Талант обумовлює рівень розвитку спеціальних здібностей, які дають людині змогу успішно, самостійно й оригінально виконати певну складну діяльність. Робота над комп'ютерно-програмною версією приладу — інтегрального психоаналізатора тривала й пізніше.
Похований  винахідник контролографа Ярослав Цурковський на 63 полі Личаківського цвинтаря.

## Головні наукові праці
- Цурковский Я. И. Теория и практика исследования контрольных психических процессов у спортсменов (Собственные исследования), главы 1 и 2. // Труды Львовского Государственного института физической культуры. — Львов, 1958. — Т. III. — С. 265—324.
- Цурковский Я. И. Теория и практика исследования контрольных психических процессов у спортсменов. Глава 3: Исследование и совершенствование контрольных психических процессов у спортсменов // Труды Львовского государственного института физической культуры. — Т. IV. — Львов, 1959. — С. 5-82.
- Цурковский Я. И. Интегральная методика психологического исследования спортсменов и ёё теоретическое обоснование // Ученые записки ЛГИФК — Вып. ІІ. — Львов: изд-во львовского ун-та, 1959. — С. 101—146.

## Художні твори
Поезії: 
«Прозолоть світанку» (1925), «Вогні», «Смолоскипи» (1926), «Моменти й вічність» (1927).

 Поеми: 
«Збентежений літак» (1928), «Бояновий гомін».

 Повість: 
«Богач та нуждар».

 Драма: 
«Текля Мороз».